# قاموس أكسفورد الإنجليزي الصغير للغة الإنجليزية الحالية
قاموس اكسفورد الإنجليزي الموجز في اللغة الإنجليزية المعاصرة هو قاموس من مجلد واحد نشرته مطبعة جامعة أكسفورد . الغرض منه هو لقراء الأسرة أو المدرسة الثانوية وتعتبر الطبعة الثالثة المنقحة التي نشرت في عام 2008 وهي تحتوي على 1,264 صفحة، وهو أصغر إلى حد ما من قاموس أكسفورد الإنجليزي المختصر، وهي متميزة من طبعات «الموجز» (تم تقليص الصورة الأحادية والمجلدة) عن متعدد المجلدات في قاموس أكسفورد الإنجليزي.

## النشر
- الطبعة الثالثة المنقحة (ردمك 978-0-19-953296-4) يحتوي على أكثر من 150.000 كلمة وعبارة وتعريف.
- الطبعة (2008-06-19)

## قاموس أكسفورد المدمج
- الطبعة الثالثة (المنقحة) (ردمك 978-0-19-953295-7) يشمل أكثر من 300000 مرادف ومتضاد.
- قاموس أكسفورد الإنجليزي الصغير للغة الإنجليزية الحالية
- صفحات مطبعة جامعة أكسفورد: تمت مراجعة الطبعة الثالثة
- قاموس أكسفورد الإنجليزي الموجز للغة الإنجليزية المعاصرة من كتالوج OUP
- قاموس اكسفورد الموجز
- صفحات مطبعة جامعة أكسفورد: تمت مراجعة الطبعة الثالثة

## وصلات خارجية
- الموقع الرسمي لقاموس أكسفورد الإنكليزية
- أرشيف وثائق (كصور صفحة)، بما في ذلك
- خندق 'ق النواقص" نسخة محفوظة 18 ديسمبر 2003 على موقع واي باك مشين. الأصلي في قواميس اللغة الإنجليزية "ورقة نسخة محفوظة 18 ديسمبر 2003 على موقع واي باك مشين.
- موراي 'ق الاستئناف نسخة محفوظة 18 ديسمبر 2003 على موقع واي باك مشين. الأصلي للقراء نسخة محفوظة 18 ديسمبر 2003 على موقع واي باك مشين.
- وصفحة للإحصاءات مكتب المديرة التنفيذية، وصفحة أخرى من هذا القبيل. نسخة محفوظة 16 يوليو 2001 على موقع واي باك مشين.
- اثنان sample pages بي دي إف  (1.54 مبيبايت) من مكتب المديرة التنفيذية.
- دراسة مكتب المديرة التنفيذية : شارلوت بروير وتحليل المبادئ والممارسات المستخدمة من قبل محرري مكتب المديرة التنفيذية
- from Examining the OED
- The OED Meets Cyberspace نسخة محفوظة 14 يناير 2013 على موقع واي باك مشين. مقالة في 2006 لجايمس جليك
- History of the Oxford English Dictionary لسايمون ونشستر
- The New English Dictionary on Historical Principles (OED-1). Volume Index or all volumes at أرشيف الإنترنت